# باميلا وودز
باميلا وودز (بالإنجليزية: Pamela Woods)‏ هي عالمة نبات بريطانية، ولدت في 1952 في لي في المملكة المتحدة.